# Система супутникового зв'язку ВМС США

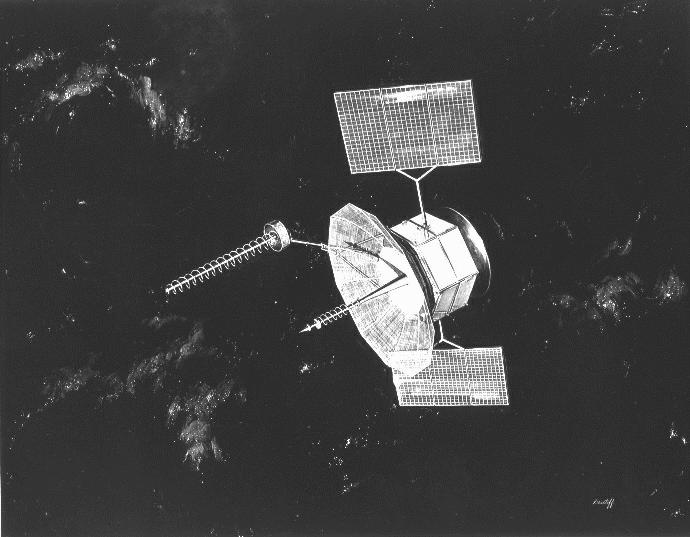
Супутник FLTSATCOM

Система супутникового зв'язку ВМС США (англ. Fleet Satellite Communications System) (скор.: FLTSATCOM, FLTSAT) — система супутникового зв'язку військово-морських сил США для радіозв'язку на дециметрових частотах (ДМХ) між кораблями, підводними човнами, літаками та наземними станціями.
Більшість транспондерів, встановлених на цих супутниках, мали примітивні повторювачі, які не потребували автентифікації та не мали контролю над тим, що передають. Ця властивість призвела до появи субкультури радіопіратів в Бразилії, які за допомогою аматорського радіоустаткування користувались «беззахисністю» супутників в своїх цілях.
Усі вісім супутників були запущені на геостаціонарну орбіту з 1978 по 1989 рік а допомогою ракети-носія (РН) Atlas-Centaur. Система почала функціонувати в 1981 р. Супутники були виготовлені компанією TRW. Сонячні батареї супутників мали розмах більш ніж 13,2 метрів. Особливістю системи був рефлектор дециметрової передавальної антени діаметром в 4,9 м. Супутники мали 12 транспондерів, котрі працювали в ДМХ діапазоні 240–400 МГц. FLTSATCOM 7 і 8 додатково мали експериментальні УВЧ-транспондери збудовані лабораторію Лінкольна МТІ, які використовувались для тестування наземних терміналів MILSTAR. Перші сім супутників мали стартову масу 1884 кг, а останні два — 2310 кг через модуля корисного навантаження УВЧ-транспондера.
П'ятий супутник досяг орбіти, але був несправний через пошкодження сонячних батарей та антен. Поломку приписали вибуховому розшаруванню обтічника сотового заповнювача під час польоту. Внутрішня стінка обтічника сильно пошкодила одну з сонячних батарей і погнула щоглу передавальної антени, яка так і не змогла повністю розгорнутися.
Запуск 7-го супутника було виконано поза чергою після невдалого запуску РН Delta з метеорологічним супутником GOES-G на борту, який зірвав усі плани американського флоту напередодні запуску 6-го супутника. До того часу, як розслідування встановило, що пригода з РН Delta не буде мати негативних наслідків для майбутніх запусків, окрема для роботи стартового комплексу РН Atlas-Centaur, 7-й супутник вже був готовий і керівництво програми, щоб не відкладати тестування УВЧ-траснпондерів, вирішило запустити його перед 6-им.
Шостий супутник було зруйновано в одному з найскандальніших інцидентів в історії космічної програми США. РН Atlas-Centaur було запущено 26 березня 1987 р. у сильну грозу. На 30-ій секунді польоту в РН влучила блискавка і статичний розряд став причиною помилки бортового керуючого комп'ютера, яка призвела до перекидання й руйнування ракети від перевантаження. Відбувся вибух прискорювача і палаючі уламки впали на вежу стартового майданчика LC-36B. Внаслідок цієї катастрофи НАСА ввело для запусків суворі погодні обмеження.
В кінці 90-х супутники FLTSATCOM були поступово замінені супутниками UFO. FLTSAT 7 і 8 продовжують використовуватись за призначенням.

## Запуски

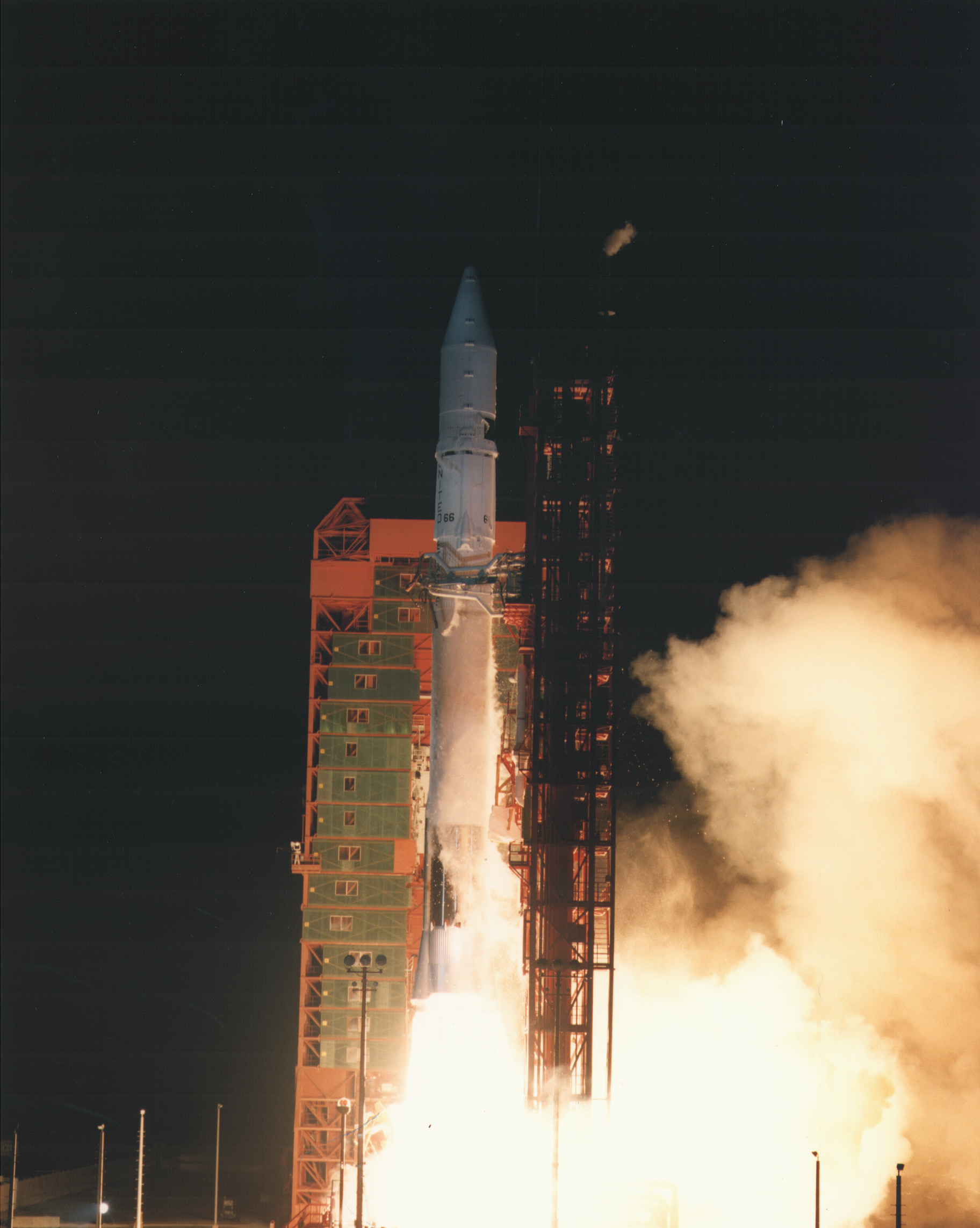
Запуск Atlas-G Centaur-D1AR з супутником FLTSATCOM-7 на борту

| Супутник    | Запуск           | Ракета-носій             | Статус                            |
| ----------- | ---------------- | ------------------------ | --------------------------------- |
| FLTSATCOM 1 | 9 лютого, 1978   | Atlas-SLV3D Centaur-D1AR | успішний                          |
| FLTSATCOM 2 | 4 травня, 1979   | Atlas-SLV3D Centaur-D1AR | успішний                          |
| FLTSATCOM 3 | 18 січня, 1980   | Atlas-SLV3D Centaur-D1AR | успішний                          |
| FLTSATCOM 4 | 31 жовтня, 1980  | Atlas-SLV3D Centaur-D1AR | успішний                          |
| FLTSATCOM 5 | 6 серпня, 1981   | Atlas-SLV3D Centaur-D1AR | пошкоджено під час запуску        |
| FLTSATCOM 7 | 5 грудня, 1986   | Atlas-G Centaur-D1AR     | успішний                          |
| FLTSATCOM 6 | 27 березня, 1987 | Atlas-G Centaur-D1AR     | блискавка зруйнувала ракету-носій |
| FLTSATCOM 8 | 25 вересня, 1989 | Atlas-G Centaur-D1AR     | успішний                          |